# Triphaenopsis literata
Triphaenopsis literata är en fjärilsart som beskrevs av W. Warren 1911. Triphaenopsis literata ingår i släktet Triphaenopsis och familjen nattflyn. Inga underarter finns listade i Catalogue of Life.